# 15804 Yenisei
15804 Yenisei è un asteroide della fascia principale. Scoperto nel 2001, presenta un'orbita caratterizzata da un semiasse maggiore pari a 2,741267 UA e da un'eccentricità di 0,051941, inclinata di 6,272820° rispetto all'eclittica. Ha un diametro di 10,198 km e un'albedo di 0,066.
Fa parte della famiglia di asteroidi Padua.
L'asteroide è dedicato al fiume russo Enisej.